# Playa de El Pozo de las Pipas
La playa de El Pozo de las Pipas, está situada en el lugar de La Espasa, en la parroquia de Caravia Baja en el concejo de Caravia, Asturias, España. Forma parte de la Costa Oriental de Asturias, no presentando ningún tipo de protección medioambiental.

## Descripción
Se trata de una playa, conocida también como Playa Moracey, la cual sólo aparece como independiente en pleamar, ya que en bajamar queda conectada con la playa de La Espasa, considerándola algunos autores como parte integrante de la misma.
Se separa del arenal de La Espasa mediante un promontorio rocoso, y desde su lado oriental se puede acceder, en bajamar, a la Playa de El Viso.